# Napred
Die Koalition Napred (bulgarisch Напред, auf Deutsch Vorwärts) war eine politische Koalition in Bulgarien, die im bulgarischen Parlament vertreten war und an den Europawahlen am 7. Juni 2009 teilnahm.
Die Koalition Napred umfasste die Parteien IMRO – Bulgarische Nationale Bewegung (kurz WMRO-BND), Gergjowden, Vereinte Volkspartei (kurz ENP) und die Volks-Agrarunion (ZNS).
Bei den Europawahlen konnte die Koalition nur 2,25 % der Stimmen für sich gewinnen und blieb somit weit unter ihren eigenen Erwartungen.
Nach den Europawahlen zerbrach die Koalition. Für die darauffolgenden nationalen Parlamentswahlen am 5. Juli 2009 versuchte die Volks-Agrarunion mit anderen Partei aus dem Agrarlager eine eigene Koalition zu Stande zu bringen, die ENP und WMRO-BND schlossen sich der Koalition geführt von RZS (Ordnung, Sicherheit und Gerechtigkeit) an, die Partei Gergjowden erklärte sogar, dass sie zu den Wahlen nicht antreten will jedoch die „Blaue Koalition“ unterstütze.